# 十文字こと
十文字 こと（じゅうもんじ こと、天保暦 明治3年11月10日 / グレゴリオ暦 1870年12月31日 - 1955年5月17日）は、日本の教育者である。十文字学園の設立者である。旧姓は高畑。

## 人物・来歴
明治3年11月10日（グレゴリオ暦 1870年12月31日）、京都府に高畑清治郞の長女「高畑こと」として生まれる。幼少期のことは病弱で、小学校に入学したのは8歳の時であった。目が不自由な母に代わって家事や農作業の手伝いをするほかに勉学に励み、「学ぶ喜び」を知った。ことはこうした経験から教育の大切さを痛感し、「近所に小学校をつくりたい」「私が先生になって教えよう」という思いが芽生えた。当時10代であったことの思い描いた夢が十文字学園建学の始まりとなった。
東京に移り、1893年に女子高等師範学校（現在のお茶の水女子大学）を卒業。1894年に鹿児島県尋常師範学校助教諭を務める。1897年-1899年京都府尋常師範学校女子部（現在の京都教育大学）の助教諭・舎監になる。神田須田町に十文字商会を経営する十文字大元と結婚する。1902年-1906年東京市本郷区龍岡町（現在の東京都文京区湯島4丁目）の私立日本女学校（相模女子大学）教員を務める。夫の大元は1904年に金門商会を創立し、国産初のガスメーター製造販売を始める。
1922年（大正11年）、戸野みちゑ、斯波安とともに、東京府北豊島郡巣鴨町に文華高等女学校を創立する。夫が全国規模で普及活動を行っていた「自彊術」による体操を同校の日課に取り入れる。1924年（大正13年）12月21日、金門商会を創設した夫・大元と死別する。金門商会（1948年に金門製作所に改名）は息子の俊夫が継ぎ、折からの軍需インフレで繁栄する。
1935年（昭和10年）、文華高等女学校長に就任、1937年（昭和12年）、十文字高等女学校と改称した。同校女学生の中に、金門商会の金属工場で放課後働いている者がいることが新聞報道され、「仕事をするということは自分をつくり上げること」と答える。
第二次世界大戦終結後の1951年（昭和26年）、財団法人十文字高等女学校を学校法人十文字学園（現行）に組織変更した。同年、藍綬褒章を受章する。同年、理事長に就任した。
1955年（昭和30年）5月17日、死去した。満84歳没。子息の十文字俊夫の妻十文字良子が跡を継ぎ、同学園の理事長に就任した。
大卒で20代後半で結婚、教員として全国転勤していたことのライフスタイルは「明治に生まれながら、今の時代に通じる『超現代女性』」と表される。

## 親族
- 夫・十文字大元（1868-1924）
- 長女・なか（1900-?）　東京理化工業所（現在の川金ダイカスト工業）創業者、金門製作所二代目社長の小野田忠（1894-1982）妻[14]。小野田は福島県出身、東北大理学部卒、文部省在外研究生として欧州視察後、理学博士[14]。1934年にダイカスト事業を金門商会から分離し東京理化工業所を設立、1953年に金門製作所社長就任[15][7]。
- 長男・俊夫(1906-1953)　東京大学経済学部卒業。金門商会を引き継ぎ、代表を務める。
- 義娘[16]・良子(1912-1987)　十文字学園理事長、金門製作所会長を歴任した。
- 孫・一夫(1936-2024)[17]　十文字学園理事長(1987年-2024年)。
- 義孫・佑子(1942-)[18]十文字学園女子大学附属幼稚園園長(1998年-)、十文字学園理事長(2024年-)

## ビブリオグラフィ
国立国会図書館蔵書。
伝記・評伝
- 『十文字こと先生伝』、編著・出版十文字こと先生伝刊行会、1961年

## 註
1. 1 2 3 4 5 6 7 8 9 10 11 12 13  十文字こと、『講談社 日本人名大辞典』、講談社、コトバンク、2009年12月24日閲覧。
2. ↑  鹿児島県 尋常師範学校『職員録. 明治２７年（乙）』内閣官報局、明治19-36年、p302
3. ↑  職員『京都府師範学校沿革史』京都府師範学校、昭13、p278
4. ↑  十文字大元『時勢と人物』、吉野鉄拳禅、大日本雄弁会、1915年、p.265-269.
5. ↑  『東京女子高等師範学校一覧. 明治35-37年』東京女子高等師範学校、明26-大1、p197
6. ↑  『東京女子高等師範学校一覧. 明治40,41年』東京女子高等師範学校、明26-大1、p336
7. 1 2  沿革東京理化工業所会社案内
8. 1 2 3 4 5 6 7 8  沿革、十文字学園女子大学、2009年12月24日閲覧。
9. ↑  文部省告示第66号官報. 1922年02月16日
10. ↑  十文字大元、『講談社 日本人名大辞典』、講談社、コトバンク、2009年12月24日閲覧。
11. 1 2  新しい婦人の職場と任務―明日の婦人へ宮本百合子、「婦人公論」1937（昭和12）年12月号
12. ↑  明治時代の女性の平均初婚年齢は15歳から20歳が多く。大学に進学する女性は殆どいない時代であった。
13. ↑  “京都・京丹波町出身の十文字ことの人生や功績学ぶ　十文字学園女子大学の設立者”.   京都新聞 (2023年12月17日). 2023年12月20日閲覧。
14. 1 2  随筆日本ダクタイル鉄管協会『ダクタイル鋳鉄管』第四号、昭和50.10、p44
15. ↑  『財界家系譜』第 3 巻、大星義明、p128
16. ↑  長男(俊夫)の妻
17. ↑  俊夫と良子の長男
18. ↑  一夫の妻
19. ↑  OPAC NDL 検索結果、国立国会図書館、2009年12月24日閲覧。